# فرانک مانتک
فرانک مانتک (آلمانی: Frank Mantek؛ زادهٔ ۲۰ ژانویهٔ ۱۹۵۹) وزنه‌برداری اهل آلمان بود.
وی در مسابقات کشوری و بین‌المللی در مجموع برندهٔ ۴ مدال برنز شده‌است.